# Microbisium pygmaeum
Microbisium pygmaeum är en spindeldjursart som först beskrevs av Edvard Ellingsen 1907.  Microbisium pygmaeum ingår i släktet Microbisium och familjen helplåtklokrypare. Inga underarter finns listade i Catalogue of Life.